# Augusto Gomes
Augusto de Oliveira Gomes (Matosinhos, 12 de julho de 1910 — Matosinhos, 28 de outubro de 1976), ou apenas Augusto Gomes, foi um pintor e professor português.

## Biografia

Pescadores, 1962-63, óleo sobre tela, 170 cm x 200 cm

Fez o Curso Geral dos Liceus no Liceu Rodrigues de Freitas, Porto (terminado em 1927). Nesse ano matriculou-se no Curso Preparatório da Escola Superior de Belas Artes do Porto e, mais tarde, no curso de Pintura, que terminou em 1941 e onde foi aluno de José de Brito, Acácio Lino e Joaquim Lopes.
Entre os anos de 1920 e 1930 expôs com o grupo +Além. Depois de concluído o curso na Escola Superior de Belas Artes do Porto dedicou-se ao ensino, tendo lecionado em várias escolas (escolas industriais de Bragança, Viana do Castelo e Viseu; Escola Faria Guimarães, Porto; Marquês de Pombal, Lisboa).
Na década de 1950 realizou duas viagens de estudo a países europeus (Espanha e França, 1954; Bélgica, 1958). Em 1957 ingressou como professor assistente na Escola Superior de Belas Artes do Porto, onde exerceu atividade docente até à reforma, em 1974. Em 1964 foi designado membro da Junta Nacional da Educação.
Viveu frequentemente "arredado de exposições, coletivas ou individuais, e a sua arte, definida em circuito fechado, encontrou uma maneira plástica de excelente composição escolar, ou docente, para traduzir uma imagem rústica de figuras empenhadas num dia-a-dia que recusa folclore" . A intensidade das suas composições provém de uma força interior e da utilização de meios eminentemente plásticos que coloca ao serviço de um universo figurativo povoado de figuras por vezes monumentais – pescadores, mulheres da beira-mar... –, que assinalam a raiz mediterrânica da sua pintura. A partir de meados da década de 1940 está muito próximo do neo-realismo emergente, "embora não se apresente como um pintor comprometido" .    
A pintura, a cerâmica, o vitral, a tapeçaria, o mosaico, a ilustração, a litografia, a xilogravura, os figurinos e a cenografia são exemplos da versatilidade artística das suas obras.

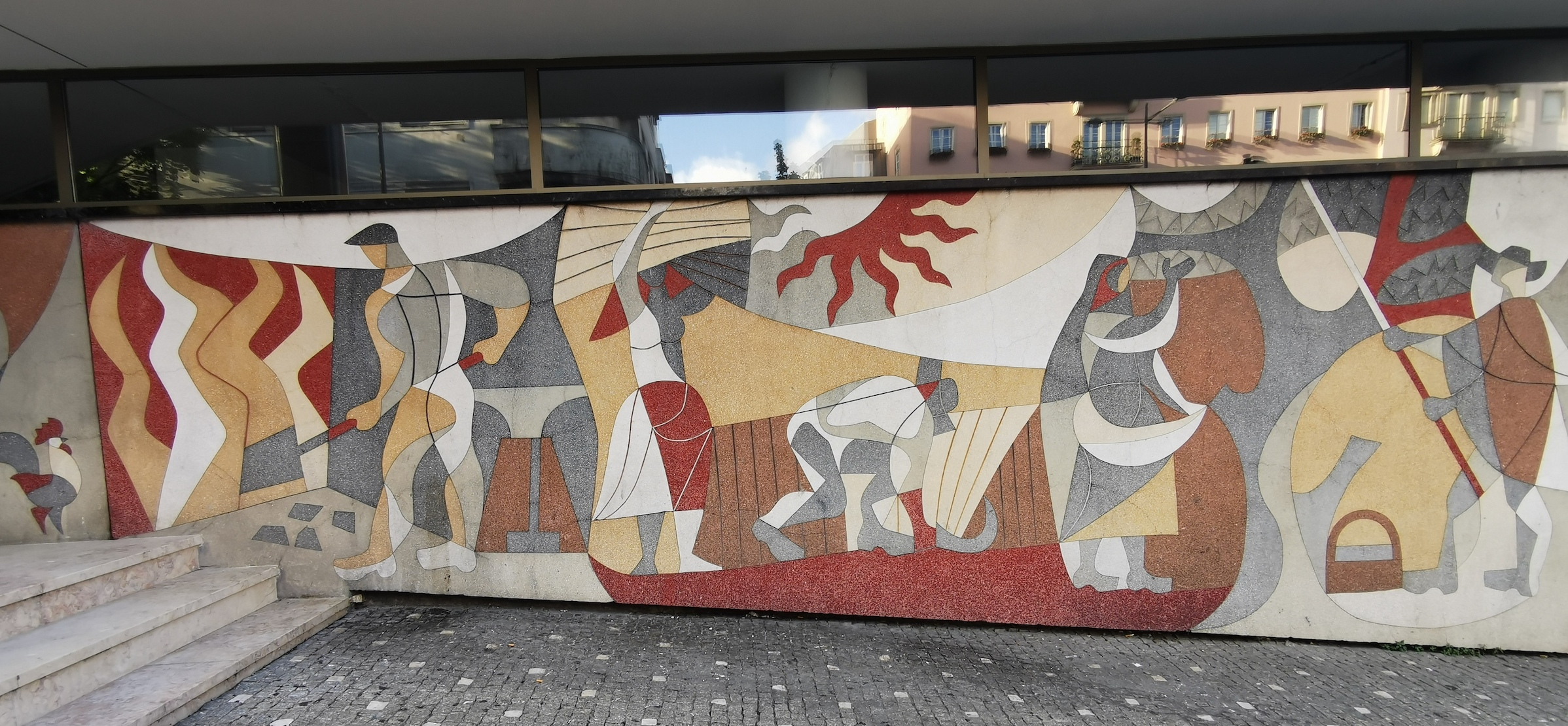
Mural de Augusto Gomes, Rua de Ceuta, Porto

Tem pinturas murais na Igreja da Conceição, Porto, em hoteis do Porto, Matosinhos e Fão, executou mosaicos, cerâmicas, cartões para tapeçaria e vidros gravados para vários edifícios particulares.
Entre as exposições em que participou podem destacar-se:  I e V Exposições Gerais de Artes Plásticas, SNBA (1946, 1950); II Bienal de S. Paulo (1953); Exposição/Levantamento da Arte do Século XX Museu Nacional de Soares dos Reis, Porto (1975); Arte Portuguesa Contemporânea, Brasília, São Paulo, Rio de Janeiro, 1976-77; etc. Em 1973 realizou uma exposição retrospetiva no Centro de Arte Contemporânea, Porto. Está representado em coleções públicas e privadas, nomeadamente: MNAC, Lisboa; Museu Nacional de Soares dos Reis, Porto; etc. 